# Szolgálónép
Szolgálónépeknek hívjuk az Árpád-kor udvarbirtokain és várbirtokain – utóbbi esetben várnépeknek – dolgozó, szolgaállapotú (servus), szakosodott szolgáltatótevékenységet végző csoportjait, akik a birtok központja, az udvarház mellett, vagy a hozzá tartozó falvakban végezték tevékenységüket. Ez a tevékenység lehetett földművelő, növénytermesztő, állattenyésztő, halász, vadász, vagy az ételt-italt elkészítő, edénykészítő stb. Tevékenységüket általában nem a saját, hanem a munkájukhoz az udvarbirtoktól kapott eszközökkel végezték. Státuszuk alacsonyabb volt, mint az önálló tevékenységet végző félszabad udvarnokoké, akik összetett földművelő-állattenyésztő tevékenységet folytattak. Az Anjou-korban a szolgálónépek az akkor kialakuló egységes jobbágyságba tagozódtak be.
A szolgálónépeket tízes-százas rendszerbe sorolták, élükön egy-egy száznagy állt. Az udvarház környékén levő falvakban laktak. Nem feltétlenül csak egyféle szolgálónép lakott egy faluban, de ha valamelyik jellemző volt helyben, akkor az a nevét adhatta neki (például az ócsárok Ócsának, a födémesek Fedémesnek stb.). A falujukban önálló gazdasággal rendelkeztek, abból tartották fenn magukat, a birtoknak előírt munkaszolgáltatással (officium) és különféle adókkal tartoztak.

## Termelő szolgálónépek és várnépek

### Állattenyésztők és növénytermesztők
A rab állapotú szántók (latin arator) gabonát termesztettek (Szántód).
A húst pásztorok, gulyások, disznóóvó–szvinyárok (Szinyér), juhász–ovcsárok (Ócsárd) szolgáltatták.
Édességről a méhész–mézadók–födémesek /latin apiarii/ (Fedémes) gondoskodtak.
Italt a szőlősök–boradók (Nagyszőlős), mézsöradó–márcadók (Márcadópuszta adtak.

### Halászok, vadászok
Halat a halászok (Halászi, Nagyhalász) adtak.
Az udvar fő szórakozása a vadászat volt, ehhez a solymosok (Solymár, Nagysolymos), madarászok /latin auceps/ (Madarász), vadászok–lócok /latin venator/ (Vadász, Alsóvadász,  Felsővadász, Nagylóc, Lócs) , ebesek–beznekek–pecérek /latin canifer, liciscarius/ (Ebes, Pecérvölgy, Kunpeszér) nyújtottak segítséget.
Szőrmét a nyestadók, hódászok (Hodász), hölgyészek /latin castorioli/ (Hőgyész) zsákmányából a „nyúzó”–darócok szolgáltattak.

### Háztartási szolgáltatók
Az udvarhelyre behordott és a tárnokok /latin tavarnici/ (Tárnok) által tárolt ételt szakácsok és húshorók /latin coqui/ (Szakácsi, Haró) készítették el,  és asztalnokok szolgálták fel.
Az ital tárolása és felszolgálása a bocsárok /latin pincerna/ (Bocsár, Bocsárd) dolga volt.

### Ipari szolgáltatók
Faedényeket az esztergárok /latin tornatores/ (Nagyesztergár), agyagedényeket a fazekasok–gerencsérek /latin figuli/ (Gerencsér), arany-ezüst edényeket az ötvösök /latin aurifabri/ készítettek.
Az építkezéseken a kővágók /latin lapicide/ és ácsok–teszárok /latin carpentarii/ (Ács, Teszér, Taszár) dolgoztak.
A király és a főurak drága import kelmékben jártak, amiket az udvarral utazó szabók varrtak meg, ezért az udvarbirtokokon kevés volt a fonó és szövő /latin textor/. Az egyháznak szánt import brokátok hímzéséről a királyné udvara gondoskodott.
A szőrmét a szűcsök /latin pelliparii/ (Szucsáva) dolgozták fel. A sarunak, cipőnek, övnek való bőröket a tímárok /latin cerdones, coriarii/ (Timár) készítették ki.
A vadfogók, madarászok, halászok számára hálót a hálókészítők /latin retiferi/ készítettek.
Vasat a vasasok (Vasas) termeltek ki, amit vascipó formájában adtak tovább a vasverő–kovácsoknak /latin fabri/ (Kovácsi, Nagykovácsi), akik lószerszámot, késeket, nyílhegyet, dísztelen vastárgyakat készítettek. A vasból sarlót a sarlósok, szablyát a kaukázusi fortélyokat ismerő kardverő–mecsérek (Mecsér) vertek
Íjat az íjgyártók (latin arcuparii), nyerget a nyergesek /latin selliparii/ (Nyergesújfalu), pajzsot a csatárok–vértesek /latin scutarii/ (Csatár, Csitár, Létavértes) készítettek.

### Közlekedési szolgáltatók
A lovászok (Lovászi, Lovászpatona) gondoskodtak királyi ménesekről, hogy biztosítsák a hadsereg és a hírvivők lóigényét. Egy-egy megyei lovat a váltott lovakkal haladó hírvivők–csőszök (latin praeco, török csausz) (Csősz) legfeljebb a túlsó megyehatárig használtak.
Szállítószolgálatot a szekeresek (Nagyszekeres), vízen a csolnakosok–hajósok (latin cholnucarii, nautae), átkelésnél a révészek láttak el. A vízi szállítók egyik fő feladata az erdélyi sókockák szállítása volt.

## Katonai várnépek
A határispánságok fegyveres személyzetét a várnépek közé sorolt, az őrnagy (maior speculatorum) – aki maga várjobbágy volt – vezette őrök adták. Az őrök békeidőben vámosi feladatokat is elláttak, külső támadás esetén fel kellett tartaniuk az ellenséget egy ideig és értesíteni kellett az ispánt és a királyt a támadásról. Közéjük tartoztak a lövők, portyázó lovas könnyűíjászok, akik többnyire a – székely vagy besenyő – katonai segédnépek közül kerültek ki. Az őrök és lövők emlékét őrzik az olyan helynevek, mint Zalalövő, Lövérek, Őrség, Őrvidék.
Az őrök közé tartoztak a hírvivő, kikiáltó, törvényszolga feladatokat ellátó csőszök (latin praeco, török csausz) (Csősz).
Eredetileg várnépek lehettek a szepesi lándzsásnemesek, akiket korábban gömörőröknek hívtak, és talán a kabarok közül származtak. Később valószínűleg a várjobbágyok alsó rétegébe emelkedtek, mint keltjobbágyfiúk.